# Xã Wakefield, Quận Dixon, Nebraska
Xã Wakefield (tiếng Anh: Wakefield Township) là một xã thuộc quận Dixon, tiểu bang Nebraska, Hoa Kỳ. Năm 2010, dân số của xã này là 1.430 người.